# Torricella
Torricella (Turricèdda o Turicèdda in dialetto salentino) è un comune italiano di 4 092 abitanti, nel versante orientale della provincia di Taranto, nel Salento nord-occidentale.
Piccolo centro, sorge a 32 metri sul livello del mare. Dal 2001 fa parte dell'Unione di comuni "Terre del Mare e del Sole", insieme a Lizzano, Pulsano, Maruggio, Avetrana, Fragagnano e Leporano.

## Geografia fisica

### Territorio
Torricella è situata a 32 metri sul livello del mare, e il territorio comunale si estende per 30 km quadrati circa. Confina coi comuni di Lizzano, distante 6 km dal centro abitato, di Sava distante 7 km, e Maruggio, distante anch'esso circa 7 km dal centro del paese. Il punto più alto coincide con il centro cittadino, dove si trova il castello Muscettola. La sua frazione Monacizzo è alta ben 52 metri sul livello del mare, ed ha origini più antiche del comune a cui appartiene. Nel territorio è presente anche un piccolo canale, ormai secco, alimentato in passato da acque piovane, il Mascolo, che si estende per qualche centinaio di metri in periferia. Il territorio è pressoché pianeggiante, con qualche sali scendi nel centro cittadino e verso le zone balneari della marina.
La costa si estende per 4 km circa, tra distese di sabbia estese e tratti di scogli e strapiombi sul mare nella zona della torre anti-saracena. Nelle campagne torricellesi sono presenti numerose masserie, la maggior parte delle quali abbandonate. Alcune di queste negli ultimi anni sono state ristrutturate dai proprietari, i quali le hanno trasformate in luoghi di ristorazione e di agriturismo. 
La stazione meteorologica di riferimento è quella di Torricella.

## Storia
La storia di questo sito iniziò intorno all'XI secolo, quando un nucleo di pastori e agricoltori abbandonò la costa (in modo particolare Torre Ovo, dove sono presenti reperti archeologici dell'epoca) e cercò riparo nell'entroterra dalle incursioni dei pirati saraceni. Segno di quel tempo è la suggestiva cripta della chiesa della Santissima Trinità, risalente al XII secolo.
Oggi l'abitato si stringe intorno ad un imponente castello in tufo e a tre torri, realizzato in epoca aragonese, nella seconda metà del XV secolo, e senza dubbio tra i più interessanti e meglio conservati della zona.
Nel 1407 Torricella risulta di proprietà dei Capitignano e, in seguito, dei Santoro, dei Montagnese e dei Muscettola. Ancora, dopo l'eversione del feudalesimo, insieme a Monacizzo fu frazione prima di Sava (prima dell'Unità d'Italia, dal 1806 fino al 1869), e poi di Lizzano (fino al 19 luglio 1954, quando divenne comune autonomo).
Fino al 1993 (anno dell'autonomia di Statte da Taranto) Torricella fu il più giovane comune della provincia di Taranto.

### Simboli
Lo stemma civico di Torricella fu riconosciuto ufficialmente il 24 aprile del 1959 con decreto del Presidente del Consiglio dei Ministri on. Antonio Segni e trascritto nei registri dell'Ufficio Araldico il 28 aprile 1959:
(Decreto del Presidente del Consiglio dei Ministri, in data 24 aprile 1959)
Nello stemma si volle ricordare la piccola torre che diede il nome al paese.
Con decreto del presidente della Repubblica Giovanni Gronchi del 16 giugno 1959, fu concesso il seguente gonfalone:
(Decreto del presidente della Repubblica, in data 16 giugno 1959)

## Monumenti e luoghi d'interesse

### Architetture religiose
Sono presenti 4 chiese e 1 cripta:
- La chiesa di san Marco evangelista, patrono di Torricella;
- La chiesa della Madonna del Rosario, chiamata anche dai torricellesi "dell'Oratorio";
- La chiesa della Madonna delle Grazie;
- La nuova chiesa dedicata alla Santissima Trinità, inaugurata e consacrata il 2 giugno 1987 dall'allora arcivescovo di Taranto, Salvatore De Giorgi.
- La cripta dedicata alla Santissima Trinità, ubicata nelle campagne vicine, in contrada Tremola e risalente al XII secolo;

### Architetture civili

#### Il castello

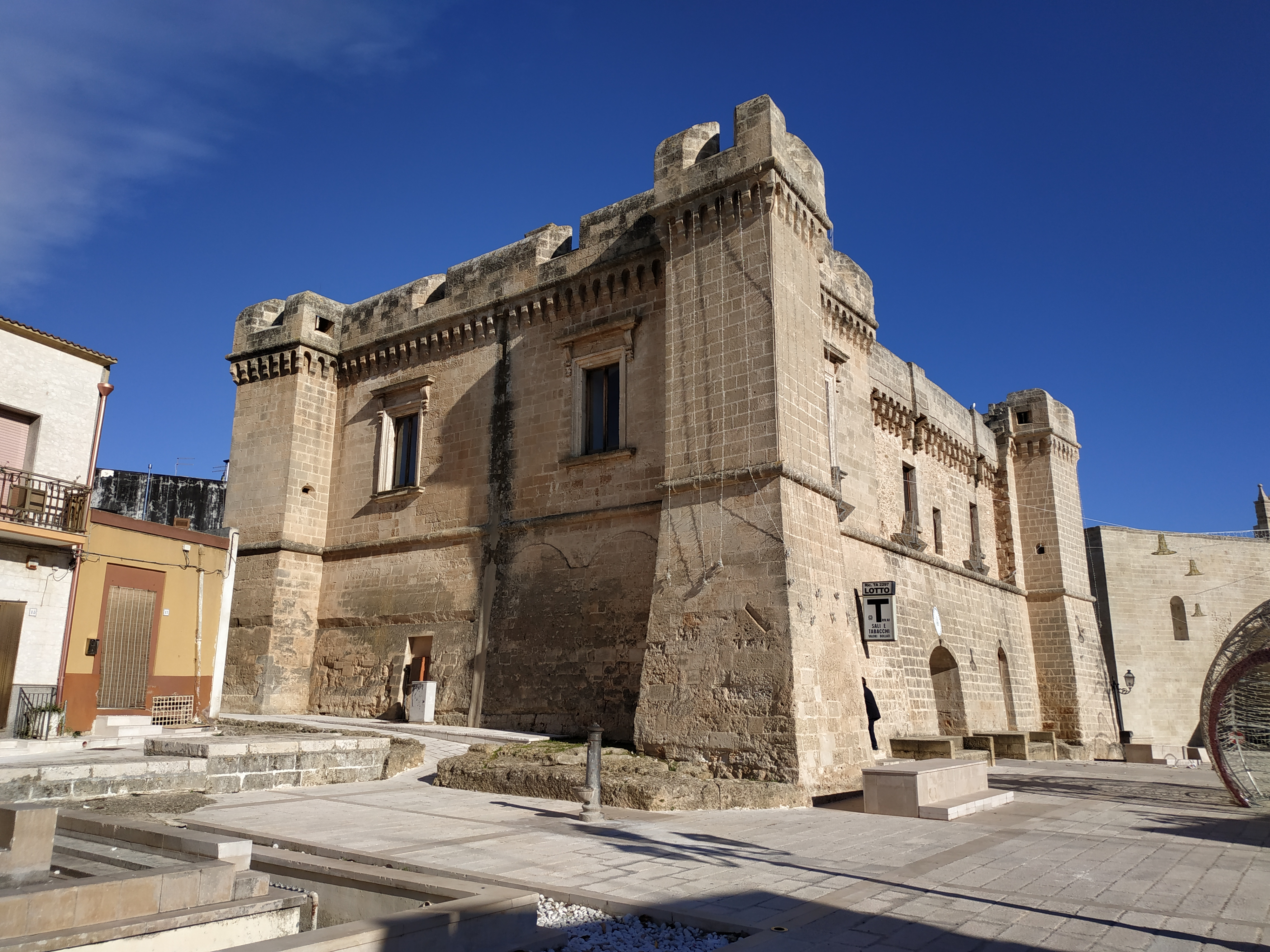
Castello di Torricella

Simbolo del comune di Torricella, il castello Muscettola si trova al centro del tessuto urbanistico comunale, nel punto di massimo traffico pedonale. Di forma architettonica pregevole, fu terminato presumibilmente nel 1582. Acquistato dalla famiglia Turco nel 1917, furono aggiunti altri locali ed apportate modifiche in alcune parti. Per anni fu abitato e utilizzato dagli eredi Turco. Quando poi le condizioni strutturali cominciavano a mostrare uno strato di precarietà e di fatiscienza nel crollo delle parti merlate e delle coperture interveniva il Comune. Il Comune, nel 1978 lo acquistava per effettuarvi tempestive opere di restauro per sottrarlo alla rovina, per valorizzarlo e consegnarlo alla popolazione. Anni dopo, nell'ottobre 1985 si iniziarono i lavori di ristrutturazione generale e il 28 febbraio 1988 si inaugurava. Negli anni è stata biblioteca e sportello informa giovani. Tuttora il Castello è in ottime condizioni e vi è ubicata la sede dei Vigili Urbani del posto.

#### Torre dell'Orologio
La Torre dell'Orologio, presente nel pieno centro cittadino nelle vicinanze del Castello, fu donata al Comune dal vice podestà Paolo Franzoso nel 1925 durante il suo mandato. La sua origine risale al XVII secolo ed è sempre stata parte integrante dell'attigua e coeva abitazione nobiliare presente sul lato destro, quest'ultima dal 1961 della famiglia de Cillis. Non a caso, originariamente la proprietà degli immobili era unica e appartenente al medesimo donante Franzoso. Pertanto la Torre dell'Orologio, in termini storici e architettonici, è da considerarsi parte integrante e naturale prosecuzione di tale abitazione gentilizia.

### Aree verdi
Il comune dispone di un grande parco pubblico, il Parco Unicef, inaugurato a fine anni ottanta e che, negli ultimi anni, è stato soggetto ad abbandono. Situato nei pressi dello stadio comunale, negli ultimi anni, grazie all'uso in concessione da parte di privati, il parco pubblico è tornato in funzione, grazie anche alla costruzione di un chiosco-pizzeria e alla riqualificazione di aree ricreative, parco giochi, ecc.
Nei pressi della strada provinciale per Monacizzo vi sono presenti due piccoli parchetti comunali, con area pic-nic e giochi per bambini: il parco "Giudici Falcone e Borsellino" e il parco "Michele e Gabriella Frascina". Lungo la strada provinciale per Lizzano, inoltre, vi è il Parco di via Lucania.

## Società

### Evoluzione demografica
Abitanti censiti

### Etnie e minoranze straniere
Al 31 dicembre 2023 la popolazione straniera era di 135 persone, pari al 3,16% della popolazione.

### Strutture sanitarie
Nel comune ionico-salentino sono presenti un centro per disabili Osmairm, ubicata sulla SP 129, associata a quella del comune di Laterza e una casa di cura San Raffaele, che funge anche da pronto soccorso.

### Altre strutture
Vi è presente, lungo la strada provinciale per Maruggio, l'ex mattatoio comunale, usato da privati come rifugio cinofilo, completato nel 1963.
È stata inaugurata nell'ottobre 2016, la nuova isola ecologica adiacente alla strada provinciale per Maruggio.

## Cultura

### Istruzione
Nel comune di Torricella sono presenti 2 scuole materne, di cui una comunale e l'altra parrocchiale, la scuola elementare "Pietro Maruggi", e la scuola secondaria di primo grado "Michelangelo Buonarroti", associate all'Istituto Comprensivo "Tommaso Del Bene" di Maruggio. In una ex scuola primaria e secondaria è tuttora presente la stazione locale dei Carabinieri del comune.

## Economia
Il comune vive sulla sua fiorente agricoltura, ricco com'è di oliveti, vigneti, coltivazioni di frumento, piantagioni di fichi e allevamenti ovini.
Un'altra fonte economica rilevante è il turismo estivo del mare di Torre Ovo-Librari-Trullo di Mare.

## Infrastrutture e trasporti

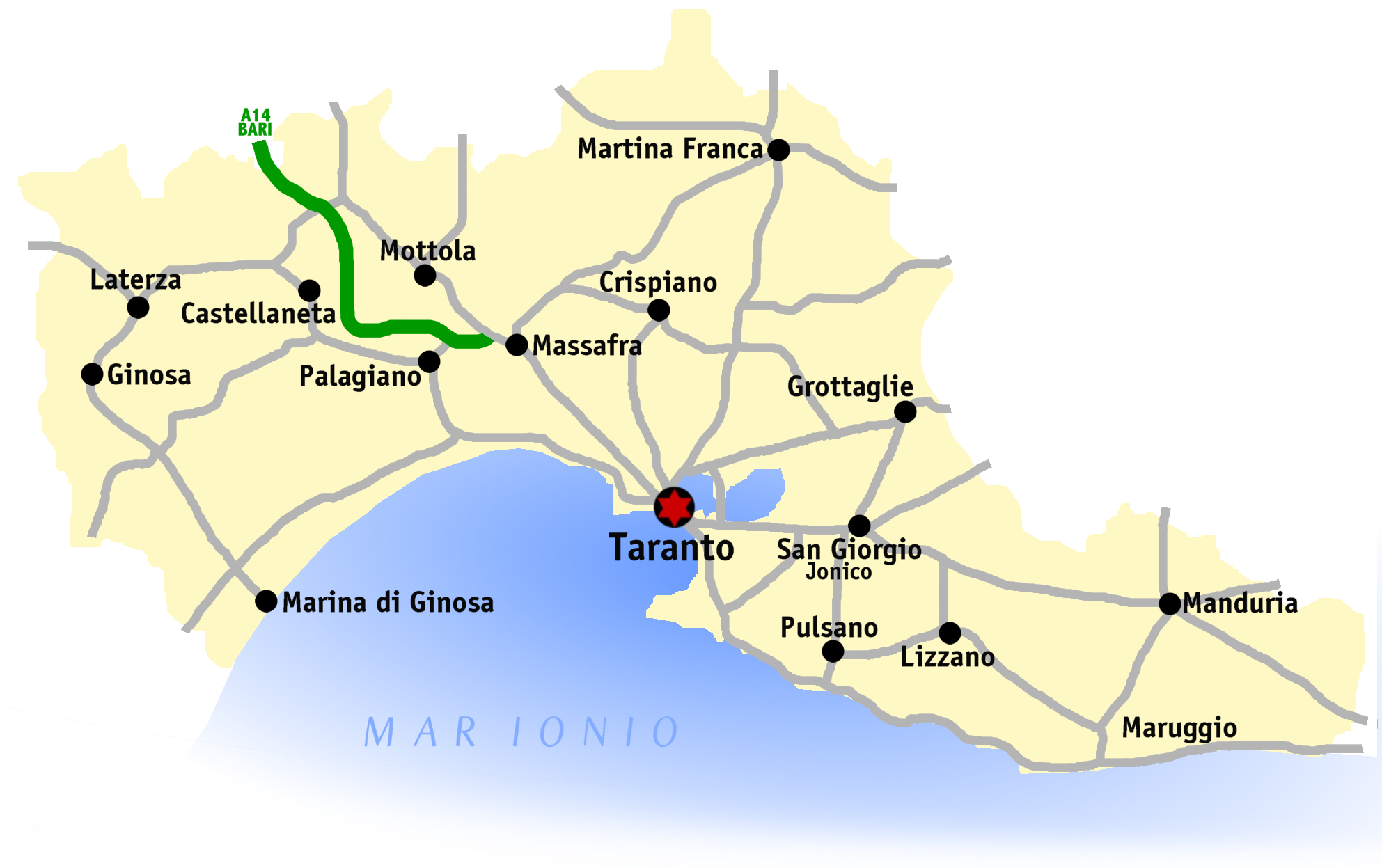
Collegamenti della Provincia di Taranto

### Strade
I collegamenti stradali principali sono rappresentati da (vedi):
- Autostrada A14 Bologna-Taranto (barriera di Massafra al casello di Taranto Nord) da e per l'Italia settentrionale;
- SS 7 ter per Lecce e il Salento meridionale;
- SS 7 Appia da e per Brindisi;
- SP 129, per Sava e la Litoranea Salentina;
- SP 128 per Lizzano e Taranto;
- SP 131 per Maruggio.

Negli anni novanta fu portata a termine la costruzione della circumvallazione esterna al comune, la quale collega più agevolmente i comuni circostanti senza passare dal centro cittadino.
Il comune è collegato, con i vettori automobilistici Miccolis e CTP (Consorzio Trasporti Provinciali), ai rispettivi comuni di Sava, per il trasporto scolastico, che per Manduria e Taranto sia d'inverno che di estate.

## Amministrazione

### Amministrazioni precedenti dal 1954
| Periodo         | Periodo         | Primo cittadino        | Partito     | Carica                               | Note              |
| --------------- | --------------- | ---------------------- | ----------- | ------------------------------------ | ----------------- |
| 20 ottobre 1954 | 27 giugno 1956  | Guido D'Aloisio        | Comm. pref. |                                      |                   |
| 28 giugno 1956  | 20 luglio 1970  | Bar. Vito Bardoscia    | Sindaco     | M.S.I.                               | 3 amministrazioni |
| 21 luglio 1970  | 7 febbraio 1976 | Luigi Lacaita          | Sindaco     | Democrazia Cristiana                 | 2 amministrazioni |
| 8 febbraio 1976 | 16 gennaio 1978 | Pietro Franzoso        | Sindaco     | Democrazia Cristiana                 |                   |
| 17 gennaio 1978 | 21 giugno 1978  | Emanuele Villani       | Comm. pref. |                                      |                   |
| 22 giugno 1978  | 20 gennaio 1980 | Antonio Del Prete      | Sindaco     | Lista civica                         |                   |
| 21 gennaio 1980 | 5 giugno 1993   | Pietro Franzoso        | Sindaco     | Democrazia Cristiana                 | 3 amministrazioni |
| 6 giugno 1993   | 27 aprile 1997  | Cosimo Damiano Lacaita | Sindaco     | Democrazia Cristiana                 |                   |
| 28 aprile 1997  | 27 aprile 2006  | Michele Franzoso       | Sindaco     | Forza Italia (1994)                  | 2 amministrazioni |
| 28 aprile 2006  | 15 maggio 2011  | Giuseppe Turco         | Sindaco     | Democrazia è Libertà - La Margherita |                   |
| 16 maggio 2011  | 4 giugno 2016   | Emidio De Pascale      | Sindaco     | Il Popolo della Libertà              |                   |
| 5 giugno 2016   | 4 ottobre 2021  | Michele Schifone       | Sindaco     | Lista civica Torricella Riparte      |                   |
| 5 ottobre 2021  |                 | Francesco Turco        | Sindaco     | Lista civica Uniti per il Territorio |                   |

## Sport

### Squadre
Era presente fino al 2014 la società di pallavolo rinominata Lacaita Volley Torricella, la cui squadra maschile ha militato dal 2012 al 2014 in serie B2.
In ambito calcistico la Virtus Torricella, nata nel 2006 inizialmente in campionati giovanili torna, a partire dalla stagione calcistica 2013-2014, a rappresentare dopo una ventina d'anni (fu la S.S. La Torricellese, arrivata in Prima Categoria a fine anni novanta) il paese nel campionato provinciale di Terza Categoria e dalla stagione 2014-2015 al campionato 2015-2016 ha partecipato al campionato regionale di Seconda Categoria girone C. La società ha come colori sociali i colori tradizionali del comune, il bianco e il rosso. Oggi è attiva esclusivamente al settore giovanile.

### Strutture sportive
Sono presenti diverse strutture sportive nel comune di Torricella, e sono queste:
- Campo Comunale "A. Zannetti", con capienza di circa 500 posti;
- Palasport "Fernando Albano", con capienza 400 posti;
- Centro sportivo compreso di 2 campi da tennis, una pista di pattinaggio e un campo di calcetto;
- Poligono di tiro presente sulla strada per Lizzano;
- Piscina comunale (chiusa);
- Campo di calcetto parrocchiale.